# Новомиколаївка (Керченський район)
Новомикола́ївка (до 1825 — Кача́н, крим. Qaçan) — село Керченського району Автономної Республіки Крим України.
Відстань від райцентру до населеного пункта становить 33 кілометрів по прямій.
За даними сільради на 2009 рік ело займало площу 181,6 га, на якій у 500 дворах проживало 1307 осіб.
Село було перейменовано у 1825 році на честь коронації Ніколая I.

## Культура
У 2000-х роках у селі діяв музей «Українська хата».